# Адала Баварска
Адала Баварска (на немски: Adala, * ок. 960, † 7 септември сл. 1020) е пфалцграфиня на Бавария и също графиня в Химгау.

## Биография
Тя е най-възрастната дъщеря на пфалцграф Хартвиг I от Бавария († 16 юни 985) от род Арибони, и съпругата му Вихбурга Баварска († сл. 980), дъщеря на херцог Еберхард от Бавария от род Луитполдинги. Тя е по майчина линия втора братовчедка на император Хайнрих II. По-големият ѝ брат Хартвиг е архиепископ на Залцбург (991 – 1023).
За пръв път тя се омъжва за Арибо I († след 1000) от род Арибони, от 985 г. пфалцграф на Бавария, за втори път за граф Енгелберт III фон Химгау († 1020) от род Зигхардинги.
През 994 г. тя участва с първия си съпруг Арибо I в основаването на манастир Зееон, северно от Кимзе. През 1004 г. Арибо I е вече парализиран и няма права и по негово желание тя заедно с нейния син Арибо, по-късният архиепископ на Майнц, основава женския манастир Гьос.

## Деца
От първия брак с Арибо I († сл. 1000):
- Хартвиг II († 1027), пфалцграф на Бавария
- Арибо фон Майнц († 1031), от 1021 архиепископ на Майнц
- Вигбург († като дете)
- Вигбург, абатиса
- Хадалхох († 1030), граф в Изенгау
- Хилдбург, ∞ Арнолд I фон Велс-Ламбах († сл. 1020)
- Кунигунда († сл. 1020), абатиса на Гьос
- Еберхард/Епо/Еброхард, граф в Изенгау (995), граф в Леобентал (1044)

От втория брак с Енгелберт III († 1020):
- Зигхарт/Зицо VII († Менфьо 1044), ∞ Пилихилд/Билихилд фон Андекс
- Фридрих († 1023), дякон
- Хартвиг († 1039), епископ на Бриксен (1022 – 1039)
- Енгелберт IV († 1040), ∞ Лиутгард († 1066/77), дъщеря на граф Вериганд от Истрия-Фриули